# Amstel Gold Race 2024
Das Amstel Gold Race 2024 war die 58. Austragung des niederländischen Eintagsrennens. Das Rennen fand am 14. April statt und ist Teil der UCI WorldTour 2024.
Im Sprint setzte sich Thomas Pidcock (Ineos Grenadiers) aus einer vier Fahrer umfassenden Spitzengruppe vor Marc Hirschi (UAE Team Emirates) und Tiesj Benoot (Visma-Lease a Bike) durch.

## Teilnehmende Mannschaften und Fahrer
Neben den 18 UCI WorldTeams starteten auch 7 UCI ProTeams bei dem Rennen. Für jedes Team waren sieben Fahrer startberechtigt. Von den 175 Startern erreichten 125 das Ziel.
Mit Michał Kwiatkowski (Ineos Grenadiers) und Mathieu van der Poel (Alpecin-Decuninck) nahmen zwei ehemaliger Sieger an der 58. Austragung teil.
Als Favoriten galten Mathieu van der Poel, Thomas Pidcock (Ineos Grenadiers), Matteo Jorgenson, Tiesj Benoot (beide Team Visma-Lease a Bike), Juan Ayuso, Marc Hirschi, Brandon McNulty, João Almeida (alle UAE Team Emirates), Ben Healy, Neilson Powless, Richard Carapaz (alle EF Education-EasyPost), Mattias Skjelmose Jensen, Andrea Bagioli (beide Lidl-Trek), Matej Mohorič, Fred Wright, Pello Bilbao (alle Bahrain Victorious), Sergio Higuita, Maximilian Schachmann, Matteo Sobrero (alle Bora-hansgrohe), Michael Matthews, Mauro Schmid (beide Team Jayco AlUla), Valentin Madouas, Romain Grégoire, Stefan Küng (alle Groupama-FDJ), Benoît Cosnefroy (Decathlon AG2R La Mondiale Team), Dylan Teuns, Michael Woods, Stephen Williams (alle Israel-Premier Tech), Andreas Kron, Maxim Van Gils (beide Lotto Dstny), Alex Aranburu, Iván García Cortina (beide Movistar Team), Andreas Leknessund, Tobias Halland Johannessen (Uno-X Mobility), Kévin Vauquelin (Arkéa-B&B Hotels) und Lorenzo Rota (Intermarché-Wanty).
| UCI WorldTeams | UCI WorldTeams                  | UCI WorldTeams | UCI WorldTeams        | UCI WorldTeams | UCI WorldTeams            | UCI ProTeams | UCI ProTeams            |
| -------------- | ------------------------------- | -------------- | --------------------- | -------------- | ------------------------- | ------------ | ----------------------- |
| ADC            | Alpecin-Deceuninck              | EFE            | EF Education-EasyPost | DFP            | Team dsm-firmenich PostNL | IPT          | Israel-Premier Tech     |
| ARK            | Arkéa-B&B Hotels                | GFC            | Groupama-FDJ          | JAY            | Team Jayco AlUla          | LDT          | Lotto Dstny             |
| AST            | Astana Qazaqstan Team           | IGD            | Ineos Grenadiers      | TVL            | Team Visma-Lease a Bike   | Q36          | Q36.5 Pro Cycling Team  |
| TBV            | Bahrain Victorious              | IWA            | Intermarché-Wanty     | UAD            | UAE Team Emirates         | TDT          | TDT-Unibet Cycling Team |
| BOH            | Bora-Hansgrohe                  | LTK            | Lidl-Trek             |                |                           | TFB          | Team Flanders-Baloise   |
| COF            | Cofidis                         | MOV            | Movistar Team         |                |                           | TUD          | Tudor Pro Cycling Team  |
| DAT            | Decathlon AG2R La Mondiale Team | SOQ            | Soudal Quick-Step     |                |                           | UXM          | Uno-X Mobility          |

## Streckenführung
Die Streckenführung hatte sich im Vergleich zum Vorjahr nicht verändert. Nach dem Start in Maastricht führte das Rennen über 253,6 Kilometer durch die Hügel der Provinz Limburg nach Berg en Terblijt nahe Valkenburg. Das Finale wurde auf mehreren Schleifen um Valkenburg ausgetragen.
Nach dem offiziellen Start führte die Strecke in Richtung Norden nach Geleen, ehe die Fahrtrichtung gen Süden drehte und Gulpen nach 63 Kilometern erreicht wurde. Nach den ersten Anstiegen erreichten die Fahrer bei Kilometer 120 kurz nach Vaals mit dem Drielandenpunt (Anstieg #11) den höchsten Punkt des Rennens. Im Anschluss folgte ein kurzer Abstecher nach Belgien, ehe der Gulperberg (Anstieg #15) nach 143,7 Kilometern das erste Mal überquert wurde. Nach einer Serie von Anstiegen erfolgte nach rund 170 Kilometern die erste Auffahrt des Cauberg (Anstieg #21), dem bekanntesten Anstieg des Rennens. Kurz darauf erfolgte die erste Zieldurchfahrt und die Fahrer nahmen den ersten Rundkurs in Angriff, der 63,2 Kilometer lang war und zehn Anstiege beinhaltete. Nach der zweiten Auffahrt des Gulperberg (Anstieg #26) folgte die Auffahrt des bis zu 22 % steilen Keutenberg (Anstieg #30), der 28,3 Kilometer vor dem Ziel überquert wurde. Direkt im Anschluss wurde der Cauberg (Anstieg #31) ein zweites und letztes Mal befahren, ehe die 16 Kilometer lange Schlussrunde in Angriff genommen wurde.
Mit dem Geulhemmerberg (Anstieg #32) und Bemelerberg (Anstieg #33) mussten danach die zwei letzten Anstiege überquert werden. Beide weisen eine durchschnittliche Steigung von rund 5 % auf und sind rund einen Kilometer lang. Die Kuppe des Bemelerberg wurde 5,2 Kilometer vor dem Ziel erreicht, ehe eine schmale Straße über Terblijt nach Vilt führte. Die anschließende Zielgerade war rund einen Kilometer lang.
| #  |                    | Kilometer | Länge (m) | Ø Steigung | max. Steigung |
| -- | ------------------ | --------- | --------- | ---------- | ------------- |
| 1  | Maasberg           | 12,3      | 700       | 3,7 %      | 10,1 %        |
| 2  | Adsteeg            | 32,1      | 700       | 4,3 %      | 7,5 %         |
| 3  | Bergseweg          | 49,1      | 2700      | 3,3 %      | 6,8 %         |
| 4  | Korenweg           | 51,6      | 900       | 5,7 %      | 10,2 %        |
| 5  | Nijswillerweg      | 57        | 1300      | 2,7 %      | 5,2 %         |
| 6  | Rijksweg           | 67        | 3100      | 2,8 %      | 4,9 %         |
| 7  | Wolfsberg          | 76,6      | 1200      | 2,8 %      | 12,0 %        |
| 8  | Loorberg           | 79,5      | 1500      | 5,3 %      | 8,6 %         |
| 9  | Schweibergergweg   | 91        | 2700      | 4,5 %      | 7,1 %         |
| 10 | Camerig            | 109,6     | 4400      | 4,0 %      | 7,7 %         |
| 11 | Drielandenpunt     | 120,1     | 3200      | 4,4 %      | 9,9 %         |
| 12 | Gemmenich          | 123,1     | 800       | 7,2 %      | 8,8 %         |
| 13 | Vijlenerbos        | 128,5     | 2700      | 3,8 %      | 10,7 %        |
| 14 | Erperheide         | 135,7     | 2100      | 4,7 %      | 8,0 %         |
| 15 | Gulperberg         | 143,7     | 920       | 5,6 %      | 17,0 %        |
| 16 | Plettenberg        | 147,5     | 1200      | 3,7 %      | 8,0 %         |
| 17 | Eyserweg           | 151,1     | 2100      | 4,4 %      | 9,0 %         |
| 18 | St. Remigiusstraat | 154,5     | 900       | 7,8 %      | 10,7 %        |
| 19 | Vrakelberg         | 160       | 600       | 7,2 %      | 11,4 %        |
| 20 | Sibbergrubbe       | 168       | 2100      | 3,6 %      | 6,0 %         |
| 21 | Cauberg            | 171,5     | 800       | 6,5 %      | 12,8 %        |
|    | Zieldurchfahrt     | 174,4     |           |            |               |
| 22 | Geulhemmerberg     | 176       | 1200      | 4,6 %      | 8,0 %         |
| 23 | Keederberg         | 184       | 2000      | 3,1 %      | 8,0 %         |
| 24 | Bemelerberg        | 188,5     | 900       | 4,5 %      | 7,0 %         |
| 25 | Loorberg           | 202,1     | 1500      | 5,3 %      | 8,6 %         |
| 26 | Gulperberg         | 208,7     | 920       | 5,6 %      | 17,0 %        |
| 27 | Kruisberg          | 213,4     | 600       | 8,8 %      | 15,5 %        |
| 28 | Eyserbosweg        | 215,6     | 900       | 9,3 %      | 17,0 %        |
| 29 | Fromberg           | 220       | 1600      | 3,6 %      | 8,0 %         |
| 30 | Keutenberg         | 225,3     | 1200      | 5,9 %      | 22,0 %        |
| 31 | Cauberg            | 234,1     | 800       | 6,5 %      | 12,8 %        |
|    | Zieldurchfahrt     | 237,6     |           |            |               |
| 32 | Geulhemmerberg     | 238,5     | 1000      | 5,0 %      | 8,0 %         |
| 33 | Bemelerberg        | 248,4     | 900       | 4,5 %      | 7,0 %         |
|    | Ziel               | 253,6     |           |            |               |

## Rennverlauf und Ergebnis
Unmittelbar nachdem das Rennen freigegeben worden war, kam es zu mehreren Angriffen im Peloton, wobei sich keine Gruppe entscheidend lösen konnte. Aufgrund einer Neutralisation des Damen-Rennens wurde der Bergseweg aus dem Programm genommen und die Fahrer fuhren geschlossen auf einer alternativen Route zum Korenweg. Nachdem das Rennen fortgesetzt worden war lösten sich mit Tosh Van der Sande (Visma-Lease a Bike), Alexander Hajek (Bora-hansgrohe), Enzo Leijnse (dsm-firmenich PostNL) und Zeb Kyffin (TDT-Unibet) vier Fahrer vom Hauptfeld. Das Quartett fuhr einen Vorsprung von rund fünf Minuten heraus.
Im Peloton übernahmen die Ineos Grenadiers und die Mannschaft Alpecin-Deceuninck den Großteil der Tempoarbeit. Die Ausreißer wurden rund 74 Kilometer vor dem Ziel im Anstieg des Keerderberg eingeholt. Kurz darauf setzten sich mit Louis Vervaeke (Soudal Quick-Step), Mikkel Frølich Honoré (EF Education-EasyPost) und Paul Lapeira (Decathlon AG2R La Mondial) drei Fahrer vom Peloton ab. Das Trio fuhr einen Vorsprung von rund einer halben Minute heraus und verblieb auch an der Spitze des Rennens als Michał Kwiatkowski (Ineos Grenadiers) das Tempo in der zweiten Auffahrt des Gulperberg, rund 45 Kilometer vor dem Ziel, forcierte. Im Anstieg des Eyserbosweg fiel Louis Vervaeke aus der Spitzengruppe zurück und wurde kurz darauf vom Hauptfeld gestellt, das unterdessen deutlich kleiner geworden war. Nachdem Richard Carapaz (EF Education-EasyPost) das Tempo auf dem Eyserbosweg erhöht hatte, griff Marc Hirschi (UAE Team Emirates) in einer nachfolgenden Gegensteigung an und setzte sich gemeinsam mit Valentin Madouas (Groupama-FDJ), Bauke Mollema (Lidl-Trek) und Roger Adrià (Bora-hansgrohe) ab. Im Anstieg des Fromberg kamen Mauri Vansevenant (Soudal Quick-Step), Quentin Pacher (Groupama-FDJ) und Pello Bilbao (Bahrain Victorious) hinzu, ehe in der anschließenden Abfahrt auch Thomas Pidcock (Ineos Grenadiers), Tiesj Benoot (Visma-Lease a Bike) und Kévin Vauquelin (Arkéa-B&B Hotels) den Sprung in die Verfolgergruppe schafften.
Im Anstieg des Keutenberg schloss die nun zehn Fahrer umfassende Verfolgergruppe rund 30 Kilometer vor dem Ziel zu den beiden Spitzenreitern auf. Tiesj Benoot forcierte zugleich das Tempo und überquerte die Kuppe gemeinsam mit Thomas Pidcock, Marc Hirschi und Mauri Vansevenant. Kurz darauf schlossen die Abgehängten Fahrer jedoch wieder zu dem Quartett auf, während der Rückstand des Hauptfelds auf rund eine halbe Minute anwuchs. In der Abfahrt zum Geulhemmerberg, der vorletzten Steigung des Rennens, griff Pello Bilbao in der Spitzengruppe an. Er erreicht den Fuß der Steigung gemeinsam mit Thomas Pidcock, ehe Marc Hirschi kurz vor der Kuppe das Tempo forcierte. Der Schweizer setzte sich so gemeinsam mit Tiesj Benoot, Thomas Pidcock und Mauri Vansevenant von den restlichen Fluchtgefährten ab. Auf dem nachfolgenden Flachstück arbeitete das Quartett gut zusammen und erreichte den Bemelerberg mit einem Vorsprung von rund 15 Sekunden. Im Anstieg versuchte Paul Lapeira die Lücke zur Spitzengruppe als Solist zu schießen, was ihm jedoch nicht gelang. Rund sechs Kilometer vor dem Ziel griff Thomas Pidcock an, konnte sich jedoch nur kurzzeitig von seinen Begleitern lösen, wobei Mauri Vansevenant am meisten Probleme hatte, dem hohen Tempo zu folgen.
Die Spitzengruppe erreichte die Zielgerade mit wenigen Sekunden Vorsprung. Mauri Vansevenant eröffnete den Sprint früh, sodass die Verfolger den Anschluss jedoch nicht wieder herstellen konnten. Thomas Pidcock nutzte den Windschatten des Belgiers und gewann die 58. Austragung des Amstel Gold Race. Die weiteren Podiumsplätze gingen an Marc Hirschi und Tiesj Benoot, ehe sich Mauri Vansevenant vor Paul Lapeira als Vierter ins Ziel rettete. Im Sprint des Hauptfelds, das das Ziel mit einem Rückstand von elf Sekunden erreichte, setzte sich Michael Matthews (Jayco AlUla) durch.
| Platz | Fahrer            | Nation | Team                            | Zeit                    |
| ----- | ----------------- | ------ | ------------------------------- | ----------------------- |
| 01.   | Thomas Pidcock    | GBR    | Ineos Grenadiers                | 5:58:17 h (42,469 km/h) |
| 02.   | Marc Hirschi      | SUI    | UAE Team Emirates               | "                       |
| 03.   | Tiesj Benoot      | BEL    | Team Visma-Lease a Bike         | "                       |
| 04.   | Mauri Vansevenant | BEL    | Soudal Quick-Step               | "                       |
| 05.   | Paul Lapeira      | FRA    | Decathlon AG2R La Mondiale Team | "                       |
| 06.   | Valentin Madouas  | FRA    | Groupama-FDJ                    | "                       |
| 07.   | Bauke Mollema     | NED    | Lidl-Trek                       | "                       |
| 08.   | Quentin Pacher    | FRA    | Groupama-FDJ                    | "                       |
| 09.   | Pello Bilbao      | ESP    | Bahrain Victorious              | "                       |
| 10.   | Michael Matthews  | AUS    | Team Jayco AlUla                | + 0:11 min              |

## Vergabe der UCI-Punkte
Das Amstel Gold Race 2024 war Teil der UCI WorldTour 2024. Nach dem Rennen wurden UCI-Punkte vergeben, die sich auf die Platzierung der Fahrer und Mannschaften im UCI Ranking auswirkten. Die Punktevergabe erfolgt nach folgendem Schlüssel:
| Platzierung  | 1.  | 2.  | 3.  | 4.  | 5.  | 6.  | 7.  | 8.  | 9.  | 10. | Anmerkung                               |
| ------------ | --- | --- | --- | --- | --- | --- | --- | --- | --- | --- | --------------------------------------- |
| Tageswertung | 500 | 400 | 325 | 275 | 225 | 175 | 150 | 125 | 100 | 85  | gestaffelt bis zum 60. Platz (3 Punkte) |